# Station Betzdorf (Sieg)
Station Betzdorf (Sieg) (Duits: Bahnhof Betzdorf (Sieg)) is een spoorwegstation in de Duitse plaats Betzdorf. Het vorkstation ligt aan de spoorlijnen Keulen - Gießen en Siegen-Weidenau - Betzdorf. Op dit spoorwegknooppunt bevonden zich vroeger ook een rangeerterrein, een locomotiefloods en een hoofdwerkplaats.

## Treinverbindingen
| Serie | Treinsoort                      | Route | Bijzonderheden                                     |
| ----- | ------------------------------- | --- | -------------------------------------------------- |
| RE 9  | Regional-Express (DB Regio NRW) | Aachen Hbf – Stolberg (Rheinl) Hbf – Eschweiler Hbf – Düren – Köln Hbf – Siegburg/Bonn – Hennef (Sieg) – Eitorf – Betzdorf (Sieg) – Siegen | Rhein-Sieg-Express                                 |
| RB 95 | Regionalbahn (HLB)              | Siegen – Haiger – Dillenburg | Sieg-Dill-Bahn                                     |
| RB 96 | Regionalbahn (HLB)              | Betzdorf (Sieg) – Herdorf – Neunkirchen (Kr Siegen) – (Burbach (Kr Siegen) – Würgendorf – Haiger – Dillenburg)                             | Hellertal-Bahn 1x per twee uur van/naar Dillenburg |
| RB 97 | Regionalbahn (Westerwaldbahn)   | Betzdorf (Sieg) – Daaden |                                                    |

0,0: Köln Messe/Deutz ·
Köln Trimbornstraße ·
2,4: Köln-Kalk ·
Köln Airport-Businesspark ·
7,2: Porz-Gremberghoven ·
Köln Steinstraße ·
9,6: Porz (Rhein) ·
12,4: Porz-Wahn ·
16,9: Spich ·
19,7: Troisdorf ·
24,3: Siegburg/Bonn ·
30,8: Hennef (Sieg) ·
32,7: Hennef im Siegbogen ·
35,3: Blankenberg (Sieg) ·
38,4: Merten (Sieg) ·
43,0: Eitorf ·
49,8: Herchen ·
55,0: Dattenfeld (Sieg) ·
58,3: Schladern (Sieg) ·
60,1: Rosbach (Sieg) ·
64,8: Au (Sieg) ·
66,5: Opperzau ·
67,3: Etzbach ·
71,3: Wissen (Sieg) ·
73,3: Kleehahn ·
75,3: Niederhövels ·
79,7: Scheuerfeld (Sieg) ·
83,0: Betzdorf (Sieg) ·
84,7: Grünebacherhütte ·
85,7: Grünebach Ort ·
86,9: Sassenroth ·
88,0: Königsstollen ·
90,1: Herdorf ·
91,5: Struthütten ·
92,9: Altenseelbach ·
93,9: Neunkirchen (Siegen) ·
95,4: Zeppenfeld ·
96,8: Wiederstein ·
98,9: Wahlbach (Siegen) ·
100,9: Burbach (Siegen) ·
104,7: Würgendorf Ort ·
105,9: Würgendorf ·
109,0: Holzhausen (Siegen) ·
111,3: Niederdresselndorf ·
116,3: Allendorf (Dillkreis) ·
117,3: Haiger Obertor ·
119,3: Haiger ·
121,4: Sechshelden ·
125,0: Dillenburg ·
127,1: Niederscheld (Dillkreis) ·
129,0: Burg (Dillkreis) ·
130,8: Herborn (Dillkreis) ·
135,0: Sinn ·
137,1: Edingen (Wetzlar) ·
139,4: Katzenfurt ·
143,5: Ehringshausen (Wetzlar) ·
146,0: Werdorf ·
149,4: Aßlar ·
153,4: Wetzlar ·
160,6: Dutenhofen ·
166,0: Gießen